# Ахундов, Эльдар Балага оглы
Ахундов Эльдар Балага оглы (15 марта 1949, Ленкорань — 17 сентября 2014, Баку) — азербайджанский певец (лирико-драматический тенор), солист образцового военного оркестра Министерства обороны Азербайджанской Республики, Народный артист Азербайджана.

## Биография
Эльдар Ахундов родился 15 марта 1949 года в Ленкорани. Сценическую карьеру начал в Государственном театре песни Азербайджана. С 1971 по 1973 год был солистом данного театра. 
В 1974 году стал солистом Эстрадно-симфонического оркестра Азербайджана, с 1996 года — солистом образцового оркестра Министерства обороны Азербайджанской Республики. В его репертуаре преимущественно произведения азербайджанских композиторов.
Скончался 17 сентября 2014 года в Баку.

## Фильмография
- «Тернистые дороги» (фильм, 1982)

## Награды
- Заслуженный артист Азербайджанской Республики (25 июня 2003)[2]
- Народный артист Азербайджанской Республики (22 июня 2006)[3]

### Исполнения
- Eldar Axundov — Axı sənsiz necə dözüm . Музыка: Эльдар Мансуров, слова: Пируз Диленчи
- Eldar Axundov — Mən tələsmirəm. Музыка: Эмин Сабитоглу, слова: Самед Вургун
- Akif İslamzadə, Eldar Axundov, Mirzə Babayev — «Əzablı yollarla» filmindən qardaşların mahnısı. Музыка: Тофик Гулиев, слова: Рамиз Ровшан
- Eldar Axundov — Çevik polis alayı. Музыка: Октай Казыми
- Eldar Axundov — Ey vəfasız. Музыка: Октай Казыми
- Eldar Axundov — Hər «Vətən» deyəndə mən. Музыка: Октай Казыми
- Eldar Axundov — Günəşli ömrüm. Музыка: Октай Казыми